# Nikolai Rimski-Kórsakov
Nikolai Andréievitx Rimski-Kórsakov (en rus: Никола́й Андре́евич Ри́мский-Ко́рсаков) (Tikhvin, 18 de març de 1844 - Liúbensk, 21 de juny de 1908) va ser un compositor rus i professor de música clàssica, particularment conegut per la seva figura com a mestre orquestrador. Les seves composicions més famoses són Xekherazada, Capritx espanyol i La gran Pasqua russa.

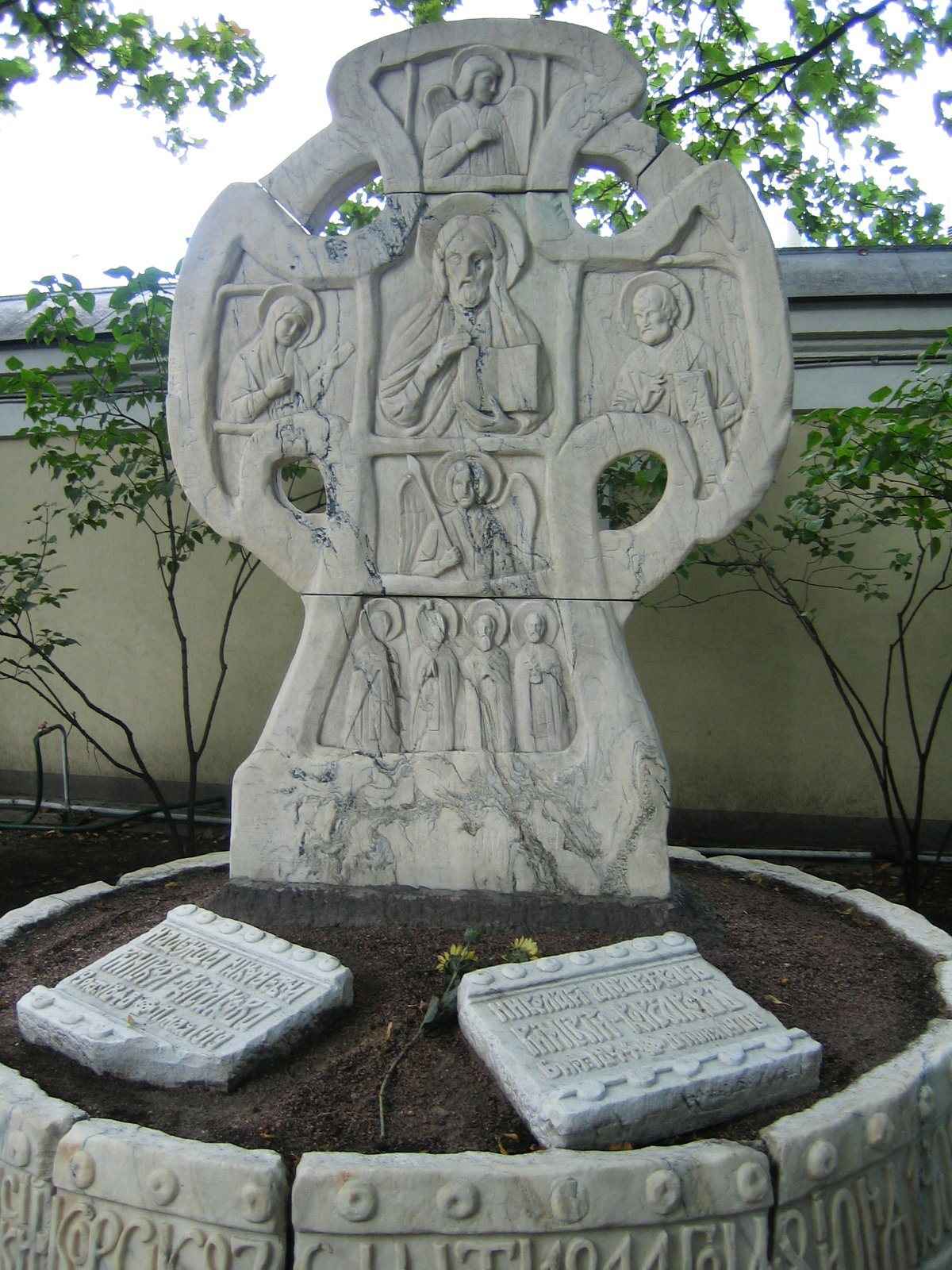
Tomba de Rimski-Kórsakov al cementiri de Tikhvin

## Biografia

### Infància
Rimski-Kórsakov va néixer a Tikhvin, una ciutat dos-cents quilòmetres a l'est de Sant Petersburg, en el si d'una família aristocràtica amb antecedents militars. El seu germà, Voin, 22 anys més gran que ell, va ser un conegut navegant i explorador.
Rimski-Kórsakov fa referència en les seves memòries que la seva mare tocava una mica el piano i el seu pare sabia tocar d'oïda algunes peces. A l'edat de sis anys va començar a prendre classes de piano amb diversos professors locals i ja mostrava una bona oïda, però manifestava poc interès, tocant, com més tard escriuria, «malament, de manera descuidada, […] mantenint un tempo correcte amb prou feines». Tot i que va començar a compondre a deu anys, Rimski-Kórsakov preferia la literatura a la música. Més tard escriuria que d'aquelles lectures, i dels contes que el seu germà li explicava sobre els seus descobriments, va desenvolupar un amor poètic envers el mar «sense mai haver-lo vist». D'aquesta passió, i encoratjat per Voin, es va unir a la Marina imperial russa a l'edat de dotze anys.
En el període en què va anar a l'escola, Rimski-Kórsakov va prendre lliçons de piano d'un home anomenat Ulij. Aquestes classes van rebre l'aprovació de Voin, director de l'escola en aquell temps, perquè ajudarien el jove a desenvolupar les seves habilitats socials i a superar la seva timidesa. Rimski-Kórsakov escriu que mentre es mostrava «indiferent» a les lliçons, va créixer dins seu l'amor per la música, fomentada per les assídues visites a l'òpera i a concerts orquestrals. Ulij es va adonar que tenia un gran talent musical i li va recomanar un nou professor, F.A. Canille (Théodore Canillé). Va començar les lliçons de piano i composició a la tardor de 1859 amb Canille, del que més tard diria ser el motiu pel qual va dedicar la seva vida a la composició. Gràcies a Canille va accedir a gran quantitat de música nova per a ell, incloent-hi la de Mikhaïl Glinka i Robert Schumann. Tot i que al jove músic li agradaven les classes de música, Voin les va cancel·lar quan Rimski-Kórsakov tenia disset anys, perquè creia que no eren d'utilitat. Canille li va demanar a Rimski-Kórsakov que continués anant a casa seva cada diumenge, no per classes formals, sinó per tocar duets i parlar de música. El novembre de 1861, Canille presenta el jove de 18 anys a Mili Balàkirev. Balàkirev al seu torn li va presentar a César Cui i Modest Mússorgski. Aquests tres homes eren ja coneguts compositors tot i rondar la vintena d'anys. Rimski-Kórsakov posteriorment va escriure: «Amb quin delit escoltava discussions de temes de veritat [cursiva emfàtica de Rimski-Kórsakov] sobre instrumentació, escriptura de parts, etc.! A més, la major part del que es parlava era sobre assumptes musicals d'actualitat! De cop em vaig submergir en un nou món, desconegut per a mi, del qual només havia sentit parlar en la societat dels meus amics diletants. Em va causar una gran impressió».
Balàkirev va animar Rimski-Kórsakov que compongués i li va ensenyar els procediments bàsics per a començar, aprofitant el temps que no passava navegant. Balàkirev també va instar que s'enriquís llegint llibres d'història, literatura i crítica literària. Quan li va mostrar a Balàkirev els primers compassos d'una primera simfonia en mi bemoll major que havia compost, aquest va insistir que havia de continuar treballant en ella malgrat el seu desconeixement de les formes musicals. Durant els dos anys i vuit mesos que Rimski-Kórsakov va navegar en el veler clíper Almaz des de 1862, ja havia completat i orquestrat tres moviments de la simfonia. Va compondre el moviment lent durant una escala a Anglaterra i li va enviar per correu la partitura a Balàkirev abans de tornar a alta mar. Al principi, el treball en la simfonia va mantenir el jove rus ocupat durant la seva travessia. Va comprar partitures a cada port en què feien escala, i un piano per interpretar-les, i ocupava les seves hores d'oci estudiant el tractat d'orquestració de Berlioz. Va trobar temps per llegir les obres d'Homer, William Shakespeare, Friedrich Schiller i Johann Wolfgang von Goethe, mentre visitava Londres, les Cascades del Niàgara i Rio de Janeiro durant les seves escales als diferents ports.
Finalment, la manca d'estímul musical exterior va apagar les ànsies d'aprendre del jove mariner i li va confessar a Balàkirev que després de dos anys al mar havia descuidat les seves classes de música feia mesos. «La idea de ser un músic i compositor a poc a poc va perdre força», recordaria posteriorment, «les terres llunyanes em van començar a seduir, d'alguna manera, tot i que, sent sincer, el servei naval mai em va agradar molt i amb prou feines s'adequava a la meva forma de ser».

### Tutela de Balàkirev i el grup d'Els Cinc
De tornada a Sant Petersburg el maig de 1865, les obligacions de Rimski-Kórsakov consistien en un parell d'hores de tasques d'oficina cada dia, però recordava que el seu desig de compondre «havia estat reprimit […] ja no tinc gens d'interès per la música». En les seves memòries explica que el contacte amb Balàkirev el setembre de 1865 el va encoratjar «a habituar-se a la música per a més endavant submergir-se de ple en ella». Seguint una indicació de Balàkirev, va compondre el trio restant de l'scherzo de la seva Primera Simfonia i en va revisar l'orquestració per complet. Al desembre d'aquell mateix any, l'obra es va estrenar sota la direcció de Balàkirev a Sant Petersburg, seguida d'una segona interpretació el març de 1866 sota la batuta de Konstantín Liàdov (pare del compositor Anatoli Liàdov).
L'intercanvi epistolar entre Rimski-Kórsakov i Balàkirev clarament mostra que algunes de les idees per a la simfonia van sorgir gràcies a Balàkirev. Aquest sempre anava més enllà i no es limitava a corregir la peça musical, sinó que la recomponia al piano en algunes ocasions. Rimski-Kórsakov recordava el següent: “Un alumne com jo havia de presentar a Balàkirev una proposta de composició en forma embrionària, és a dir, encara que fossin tan sols els primers quatre o vuit compassos. Balàkirev es dedicava a fer correccions, indicant com refer aquell embrió; l'examinava de dalt a baix, lloant i enaltint els primers dos compassos, però censurava els següents dos, els ridiculitzava i feia tot el possible perquè l'autor se sentís a disgust amb ells. Que la composició fora viva i fèrtil no sempre era un factor a favor, es requerien freqüents correccions i la tasca de compondre s'allargava durant un llarg període sota el fred control de l'autocrítica.”
Rimski-Kórsakov recorda que «Balàkirev i jo ens portàvem bastant bé. A instàncies seves vaig accedir de bona gana a reescriure els moviments simfònics que vaig compondre i a acabar-los amb l'ajuda dels seus consells i improvisacions». Tot i que posteriorment la influència de Balàkirev li va arribar a resultar sufocant i es va acabar deslligant d'ell, això no va impedir que en les seves memòries reconegués i lloés el talent del seu mentor com a crític i improvisador. Sota la guia de Balàkirev, Rimski-Kórsakov va canviar el seu enfocament cap a un altre tipus de composicions. Va començar una simfonia en si menor, però va resultar ser massa semblant a la Novena Simfonia de Beethoven i la va abandonar. Va completar una Obertura Sobre Tres Temes Russos basant-se en les obertures sobre temes populars de Balàkirev, així com una Fantasia Sobre Temes Serbis, obres que es van estrenar en un concert en honor dels delegats del Congrés Eslau el 1867. En el seu article sobre el concert, el crític nacionalista Vladímir Stàssov encunyaria la frase Mogútxaia kutxka per al cercle de Balàkirev (Mogútxaia kutxka se sol traduir com «El Gran Grapat» o «Els Cinc»). Rimski-Kórsakov també va compondre les primeres versions de Sadkó i Antar, que van consolidar la seva reputació com a compositor d'obres orquestrals.
Rimski-Kórsakov es relacionava i discutia sobre música amb altres membres d'Els Cinc; criticaven les seves pròpies peces i col·laboraven en la creació de noves obres. Es va fer amic d'Aleksandr Borodín, la música del qual el fascinava, i cada vegada passava més temps amb Mússorgski. Balàkirev i aquest últim tocaven el piano a quatre mans, Mússorgski de vegades cantava i contínuament opinaven sobre la música d'altres compositors, sent els seus gustos favorits «propers a Glinka, Schumann i els últims quartets de corda de Beethoven». Fèlix Mendelssohn no era considerat de categoria elevada, Wolfgang Amadeus Mozart i Joseph Haydn «estaven passats de moda i componien una música ingènua» i Johann Sebastian Bach era pura matemàtica sense sentiments. Berlioz «era molt apreciat», Liszt era «minusvàlid i pervertit des d'un punt de vista musical […] fins i tot una caricatura» i amb prou feines es parlava de Wagner. Rimski-Kórsakov «escoltava aquestes opinions amb avidesa i absorbia els gustos de Balàkirev, Cui i Mússorgski sense qüestionar ni posar-los en dubte». Sovint, les obres musicals discutides «eren tocades en només alguns fragments i no podia formar-me una opinió en profunditat». Això, escriu, no li va impedir acceptar aquests judicis al peu de la lletra i repetir-los «com si estigués profundament convençut de la seva validesa».
Rimski-Kórsakov va ser especialment apreciat dins d'Els Cinc i, per tots aquells que visitaven el cercle, a causa del seu talent com a orquestrador. Balàkirev li va demanar que orquestrés una marxa de Franz Schubert per a un concert el maig de 1868; Cui, la seva òpera William Ratcliff, i Aleksandr Dargomijski, les obres del qual eren molt apreciades per Els Cinc i que estava a punt de morir, la seva òpera El Convidat De Pedra.

A la tardor de 1871, Rimski-Kórsakov es va traslladar a l'anterior apartament del seu germà Voin i va convidar Mússorgski al fet que fos el seu company d'habitació. Van arribar a un acord de treball que consistia en el fet que Mússorgski utilitzava el piano als matins mentre Rimski-Kórsakov treballava copiant o orquestrant. Quan el seu company d'habitació marxava al servei civil al migdia, el piano quedava llavors a disposició de Rimski-Kórsakov. El temps de les tardes es va distribuir de mutu acord. «Aquella tardor i hivern els dos vam arribar a un bon acord», escriu Rimski-Kórsakov, «amb un intercanvi constant d'idees i projectes. Mússorgski va compondre i orquestrar l'acte polonès de Borís Godunov i l'escena popular A Prop De Kromy. Jo vaig orquestrar i acabar la meva Dama de Pskov».

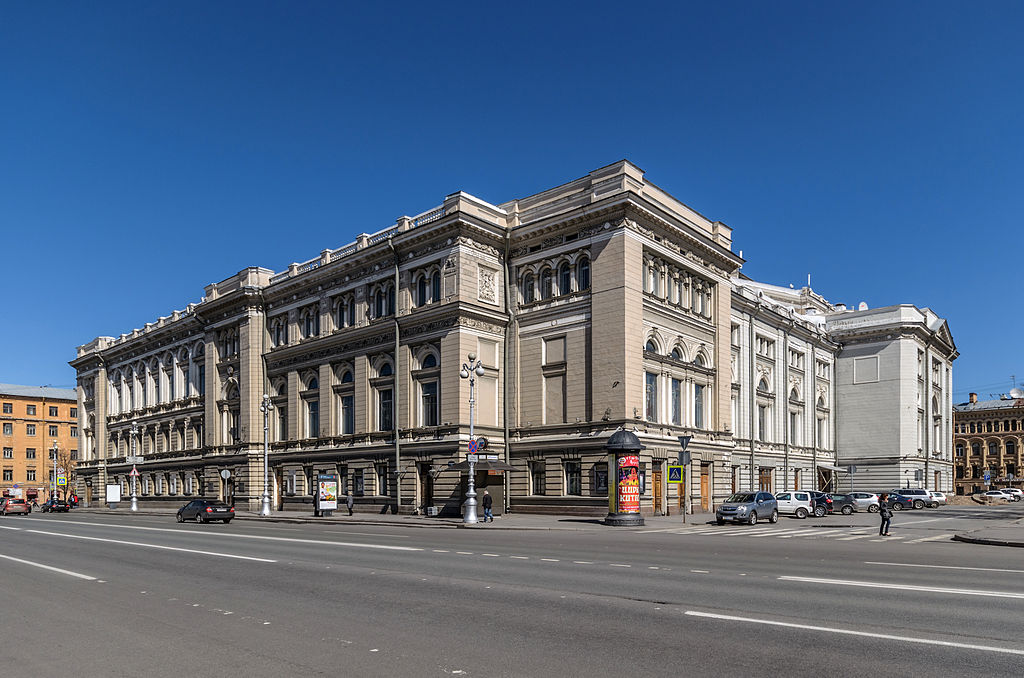
En aquest Conservatori de Sant Petersburg i entre 1871 i 1906, Rimski - Kórsakov va ensenyar a una generació de joves compositors, considerant el principal impulsor de l'estil rus de composició. Entre els seus alumnes estaven Serguei Prokófiev i Ígor Stravinski.

### Catedràtic, matrimoni i inspector de bandes
El 1871, el compositor, amb vint-i-set anys, va ser nomenat Catedràtic de Composició i Instrumentació (orquestració) al Conservatori de Sant Petersburg, així com director de la Classe d'Orquestra. Va mantenir el seu lloc al servei naval en actiu i impartia les seves classes en uniforme (els oficials militars estaven obligats a portar el seu uniforme durant tot el dia, ja que es considerava que sempre estaven de servei).
Rimski-Kórsakov explica en les seves memòries que Mikhaïl Azantxevski, havent pres el lloc de director del Conservatori aquell any, volia sang nova per refrescar l'ensenyament d'aquestes assignatures, i li havia fet una generosa oferta pels seus serveis. Balàkirev s'oposava a l'ensenyament acadèmic de la música amb gran vigor, però el va animar que acceptés el lloc per convèncer els altres perquè s'unissin a la causa nacionalista musical.
La reputació de Rimski-Kórsakov en aquest moment era la d'un mestre de l'orquestració, sobre la base de les seves obres Sadkó i Antar. No obstant això, havia compost aquestes obres principalment de manera intuïtiva. Els seus coneixements de teoria musical eren elementals; mai havia escrit cap contrapunt, no podia harmonitzar un simple coral, ni tan sols sabia els noms o intervals dels acords musicals. Mai havia dirigit una orquestra i la Marina l'havia dissuadit que ho fes, perquè no aprovaven que sortís al podi en uniforme. Conscient de les seves limitacions tècniques, Rimski-Kórsakov va demanar consell a Piotr Ilitx Txaikovski, amb el qual havia mantingut algun contacte ocasional. Txaikovski, a diferència d'Els Cinc, havia rebut ensenyaments acadèmics de composició al Conservatori de Sant Petersburg, i exercia de catedràtic de Teoria Musical al Conservatori de Moscou. Txaikovski li va aconsellar que estudiés.
Rimski-Kórsakov escriu que mentre feia classes al Conservatori, aviat «em vaig convertir possiblement en el seu millor alumne [cursiva emfàtica de Rimski-Kórsakov], a jutjar per la quantitat i qualitat de la informació que em va subministrar!». Per preparar-se a si mateix, i per mantenir-se almenys un pas per davant dels seus estudiants, es va prendre tres anys sabàtics en què no va compondre res propi, i va estudiar amb assiduïtat a casa mentre continuava impartint lliçons al Conservatori. De manera autodidàctica va aprendre de manuals de text, i va seguir una estricta rutina de compondre exercicis de contrapunt, fugues, corals i cors a cappella.
Rimski-Kórsakov finalment va arribar a ser un mestre excel·lent i un fervent defensor dels ensenyaments acadèmics. Va revisar tot el que havia compost anterior a 1874, fins i tot obres aclamades pel públic com Sadkó i Antar, en una recerca de la perfecció que perseguiria fins al final de la seva vida. En haver estat assignat per dirigir els assajos de la classe d'orquestra, va perfeccionar l'art de la direcció orquestral. Enfrontar-se a les textures orquestrals com a director i el fet d'haver de fer arranjaments adequats d'obres musicals per a aquesta classe el va portar a interessar-se cada vegada més en l'art de l'orquestració, una àrea que li faria descurar els seus estudis com a Inspector d'Orquestres Navals. La partitura de la seva Tercera Simfonia, escrita just després d'haver completat el programa de tres anys de superació personal, reflecteix l'experiència de les seves pràctiques amb l'orquestra.
La càtedra al Conservatori comportar seguretat econòmica per Rimski-Kórsakov, la qual cosa li va induir a assentar-se i formar una família. Al desembre de 1871 va demanar matrimoni Nadejda Purgold, amb qui havia mantingut una estreta relació a través de les reunions setmanals d'Els Cinc a la residència de la família Purgold. Van contreure matrimoni el juliol de 1872, amb Mússorgski com a padrí. La família Rimski-Kórsakov va tenir set fills; un dels quals, Andrei, es va fer musicòleg, es va casar amb la compositora Iúlia Véisberg i va escriure un estudi en diversos volums de la vida i obra del seu pare.
Nadejda va arribar a ser tant la companya domèstica com musical del seu marit, de la mateixa manera que Clara Schumann ho va ser del seu propi marit Robert. Era bella, capaç, voluntariosa i molt més educada musicalment que el seu marit en el moment de conèixer-se, ja que va assistir al Conservatori de Sant Petersburg a mitjan dècada de 1860, rebent lliçons de piano d'Anton Guerke (el qual tenia com a alumne privat a Mússorgski) i teoria musical de Nikolai Zaremba (professor que també va ensenyar a Txaikovski). Nadejda va demostrar ser una crítica de gustos fins i la més exigent amb l'obra del seu marit; la influència que va exercir sobre ell en matèries musicals va ser prou forta perquè Balàkirev i Stàssov es preguntessin si ella l'estava guiant per un camí diferent del de les seves preferències musicals. Tot i que Nadejda va deixar la seva tasca compositiva en casar-se amb Rimski-Kórsakov, va influir considerablement en la creació de les tres primeres òperes del seu marit. Viatjava acompanyant-lo, assistia als assajos i realitzava arranjaments de les seves composicions i d'altres compositors per a piano a quatre mans, que tocava amb el seu marit. Va dedicar els últims anys de la seva vida a posar en ordre el llegat literari i musical pòstum, establint els cànons per a la interpretació de les seves peces i reunint i preparant material per a un museu en el seu nom.
A la primavera de 1873, la Marina va crear el lloc d'Inspector Naval de Bandes, amb el rang d'assessor col·legiat, i va designar Rimski-Kórsakov per al càrrec. Tot i que es va mantenir en la nòmina de la Marina i en les llistes del Ministeri de la Marina, li van donar permís perquè deixés de prestar els seus serveis militars. El compositor va comentar, «Va ser un plaer desprendre’s del grau militar i l'uniforme d'oficial. De totes maneres, jo era un músic oficialment i incontestablement». Com a inspector, feia visites periòdiques a les bandes navals de tota Rússia, supervisava els directors de les bandes i els seus compromisos, revisava el seu repertori i inspeccionava la qualitat dels seus instruments. Va redactar un programa d'estudis com a complement als estudiants de música que tenien una beca de la Marina al Conservatori i va fer d'intermediari entre el Conservatori i la Marina. Rimski-Kórsakov es va dedicar amb entusiasme als seus deures i va satisfer l'antic desig de familiaritzar-se amb la construcció i la tècnica interpretativa dels instruments musicals. Aquests estudis el van portar a escriure un llibre de text sobre orquestració. Va usar els privilegis del rang per exercitar i estendre el seu coneixement. Debatia sobre arranjaments musicals per a banda militar amb els directors, va animar i va revisar els seus esforços, va celebrar concerts per sentir aquestes peces i orquestrar obres originals i d'altres compositors per a bandes militars.
El març de 1884, una ordre imperial va abolir el càrrec d'Inspector de Bandes Navals, i Rimski-Kórsakov va quedar rellevat de les seves funcions. Va treballar a les ordres de Balàkirev a la Capella de la Cort com a director adjunt fins al 1894, cosa que li va permetre estudiar la música ortodoxa russa. També va impartir classes a la Capella i va escriure un manual sobre harmonia per al seu ús allà i al Conservatori.

### Crítiques a la seva música i La nit de maig
Els estudis de Rimski-Kórsakov i el seu canvi d'actitud cap a l'educació musical van provocar el menyspreu dels seus col·legues nacionalistes, que opinaven que estava abandonant la seva herència russa per compondre fugues i sonates. Després d'esforçar-se «per amuntegar el màxim contrapunt possible» en la seva Tercera Simfonia, va compondre obres de música de cambra adherides estrictament a models clàssics, incloent-hi un Sextet De Corda, un Quartet de corda en fa menor i un Quintet Per A Flauta, Clarinet, Trompa, Fagot i Piano. Sobre el quartet i la simfonia Txaikovski va escriure a la seva mecenes Nadejda von Meck que «estaven plenes de coses intel·ligents, però […] [estaven] imbuïdes d'un caràcter sec i pedant». Després d'escoltar la simfonia, Borodín va comentar que va tenir «la sensació que es tracta de l'obra d'un professor alemany que s'ha posat les ulleres i està a punt d'escriure Eine grosse Symphonie in C».
Segons Rimski-Kórsakov, els altres membres dels Cinc van mostrar poc entusiasme per la simfonia, i menys encara pel quartet. Tampoc va ser el seu debut en públic com a director en un concert benèfic el 1874 dirigint l'orquestra amb la nova simfonia, considerat positivament pels seus compatriotes russos. Posteriorment, escriuria que «van començar, de fet, a mirar-me de com si anés cap al camí del fracàs». Pitjor encara per al rus van ser els febles elogis d'Anton Rubinstein, un compositor oposat a la música i filosofia dels nacionalistes. Rimski-Kórsakov va escriure que després que Rubinstein escoltés el quartet, aquest va comentar que ja «podria arribar a alguna cosa» com a compositor. Va escriure també que Txaikovski va continuar donant-li suport moral, dient-li que aplaudia sense objeccions tot el que feia i admirava tant la seva modèstia artística com la seva forta personalitat. De manera privada, Txaikovski li va confiar a Nadejda von Meck el següent: «aparentment ara [Rimski-Kórsakov] està passant per una crisi i el com acabarà és difícil predir. O bé en sorgeix un gran mestre o en quedarà atrapat en trucs contrapuntístics».
Dos projectes van fer que Rimski-Kórsakov se centrés menys a fer música d'estil acadèmic. El primer d'ells va ser la transcripció de dues col·leccions de cançons populars el 1874 de quaranta cançons russes per a veu i piano a partir de les interpretacions del cantant folklòric Terti Filíppov, que es va posar en contacte amb ell a recomanació de Balàkirev. Després aquest recull, va realitzar un segon, més ambiciós, de cent cançons que li van proporcionar amics i servents, o que va extreure de col·leccions poc conegudes o fora de catàleg. Posteriorment, Rimski-Kórsakov escriuria que haver realitzat aquest treball va tenir una gran influència per a ell com a compositor; a més li va proporcionar una ingent quantitat de material al qual podria recórrer en futurs projectes, bé per citar-los directament o com a models per compondre passatges «fakelòrics» (de l'anglès fake, fals, traduït com a «pseudofolklore» o «folklore de pega»). El segon projecte va consistir en l'edició de partitures orquestrals del pioner compositor rus Mikhaïl Glinka (1804-1857) amb la col·laboració i ajuda de Balàkirev i Anatoli Liàdov. La germana de Glinka, Liudmila Ivànovna Xestakova, volia preservar el llegat musical del seu germà mitjançant la seva publicació i impressió i va pagar de la seva butxaca totes les despeses del projecte. No s'havia realitzat cap projecte similar a la història de la música russa, i van haver d'establir-se i posar-se d'acord en pautes i directrius per a l'edició escolàstica de les obres. Balàkirev era partidari de fer canvis en la música de Glinka amb la finalitat de «corregir» el que ell veia com defectes de composició, mentre que Rimski-Kórsakov defensava un punt de vista menys intrusiu, que, finalment, acabaria imposant-se. Com posteriorment escriuria: «l'oportunitat de treballar sobre les partitures de Glinka va ser una inesperada font d'aprenentatge per a mi. Fins i tot abans d'això ja coneixia i adorava les seves òperes; però, com a editor de les partitures que anaven a publicar-se, vaig haver d'analitzar fins a l'última nota, amb el que vaig poder apreciar l'estil i instrumentació de Glinka. I això va ser un treball beneficiós per a mi, conduint-me cap al camí de la música moderna, després de les meves vicissituds amb el contrapunt i un estil més estricte».
Durant l'estiu de 1877, Rimski-Kórsakov reflexionava cada cop més sobre la història curta titulada La Nit de Maig de Nikolai Gógol. Era un dels seus contes favorits des de feia molt de temps i la seva dona Nadejda li havia insistit que escrivís una òpera basada en aquesta història des del dia en què es van comprometre, quan la van llegir junts. Tot i que les idees musicals per tal obra dataven d'abans de 1877, ara sorgien amb més persistència. A l'hivern, La Nit de Maig va captar cada vegada més la seva atenció; el febrer de 1878 va començar a compondre seriosament i va acabar l'òpera a principi de novembre d'aquell any.
Rimski-Kórsakov va dir de La Nit de Maig que va ser de gran importància perquè, tot i que l'obra conté bastant contrapunt, va aconseguir «alliberar-se dels grillons del contrapunt [cursives emfàtiques de Rimski-Kórsakov]». Va idear l'òpera en un estil que imitava les melodies populars i la va orquestrar d'una manera transparent, més a l'estil de Glinka. No obstant això, tot i la facilitat amb la qual va escriure aquesta òpera i la següent, La donzella de neu, de tant en tant va patir paràlisis creatives en el període de 1881 a 1888. Es va mantenir ocupat durant aquest temps editant les obres de Mússorgski i completant l'òpera de Borodín titulada El Príncep Ígor (Mússorgski va morir el 1881 i Borodín el 1887).

### El cercle Beliàiev
Rimski-Kórsakov escriu que va entaular relacions amb el mecenes musical en potència Mitrofan Beliàiev a Moscou el 1882. Beliàiev pertanyia a un creixent cercle de nous empresaris rics russos que van arribar a ser mecenes de les arts des de mitjan segle xix a Rússia, entre els quals hi figuraven el magnat dels ferrocarrils Savva Màmontov i el fabricant tèxtil Pàvel Tretiakov. Beliàiev, Màmontov i Tretiakov «volien contribuir notablement a la vida pública». Tots tres havien fet el seu camí fins a aconseguir fortuna i sent «eslavòfils» en el seu perfil cultural creien en la gran glòria de Rússia. A causa d'aquesta creença, estaven més predisposats que l'aristocràcia a donar suport al talent autòcton i més inclinats a ajudar econòmicament a artistes nacionalistes per sobre dels més cosmopolites. Aquesta preferència era paral·lela al ressorgiment general del nacionalisme i la «russofilia» que era el corrent més estès en l'art i la societat russes.
Cap a l'hivern de 1883, Rimski-Kórsakov era assidu a «els quartets dels divendres» (Les Vendredis) que tenien lloc a casa de Beliàiev a Sant Petersburg cada setmana. Beliàiev, el qual havia mostrat un gran interès en el futur musical del jove Aleksandr Glazunov, va llogar una sala i una orquestra en 1884 per estrenar la Primera Simfonia (1881) de Glazunov així com una suite orquestral que aquest compositor acabava de compondre. Aquest concert i els assajos de l'any anterior van fer que Rimski-Kórsakov tingués la idea d'oferir concerts en què les composicions russes fossin les protagonistes, perspectiva que a Beliàiev li semblava excel·lent. Els Concerts Simfònics Russos es van inaugurar durant la temporada 1886-1887, sent Rimski-Kórsakov el director juntament amb Anatoli Liàdov. Va aconseguir donar per conclosa la revisió d'Una Nit A La Muntanya Pelada de Mússorgski i la va dirigir en el concert inaugural. Aquests concerts el van treure de la seva sequera creativa, per a ells va compondre expressament les seves obres més notables: Shéhérazade, el Capritx Espanyol i l'Obertura De La Gran Pasqua Russa. Fa referència a les seves memòries que aquestes obres «mostren un considerable desús de recursos contrapuntístics […] [reemplaçats] per un desenvolupament poderós i virtuosístic de qualsevol mena de figuració, sostenint l'interès tècnic de les meves composicions».
Rimski-Kórsakov va rebre una petició de consell i assessorament, no només sobre els Concerts Simfònics, sinó en altres projectes en què Beliàiev ajudava a compositors russos. «Purament per qüestions musicals va resultar que jo era el cap del cercle Beliàiev», escriu el compositor. «També Beliàiev em considerava així, consultant-me sobre qualsevol cosa, i tothom es referia a mi com a cap». El 1884, Beliàiev va crear amb caràcter anual el Premi Glinka i el 1885 va fundar la seva pròpia editorial de partitures de música, en la qual va publicar obres de Borodín, Glazunov, Liàdov i Rimski-Kórsakov, amb totes les despeses al seu compte. Per triar quins compositors calia ajudar econòmicament, publicar o interpretar les seves obres dels molts que sol·licitaven la seva assistència, Beliàiev va establir un consell format per Glazunov, Liàdov i Rimski-Kórsakov. La seva funció era la de revisar totes les composicions i sol·licituds presentades i suggerir quins compositors eren mereixedors del patrocini i l'atenció pública.
El grup de compositors que aglutinava Glazunov, Liàdov i Rimski-Kórsakov era conegut amb el nom de Cercle Beliàiev, en honor del seu benefactor. Aquests compositors eren nacionalistes des del punt de vista musical com Els Cinc. Com ells, creien en un estil rus singular de música clàssica que emprés temes populars i elements melòdics, harmònics i rítmics exòtics, el paradigma és la música de Balàkirev, Borodín i Rimski-Kórsakov. Però, a diferència d'Els Cinc, aquests compositors creien en la necessitat d'un rerefons acadèmic basat en la música occidental a l'hora de compondre, el qual Rimski-Kórsakov havia inculcat durant els anys que va exercir en el Conservatori de Sant Petersburg. En comparació amb els compositors revolucionaris de l'entorn de Balàkirev, a Rimski-Kórsakov li va semblar que els del Cercle Beliàiev eren «progressius […] això, unit a una gran consideració a la perfecció tècnica, però […] al mateix temps obrint nous camins, de manera més segura, encara que no tan ràpidament [...]».

### Major contacte amb Txaikovski
El novembre de 1887, Txaikovski va arribar al Conservatori de Sant Petersburg, i va poder assistir a diversos dels Concerts Simfònics Russos. Un d'ells incloïa una interpretació completa de la seva Primera Simfonia, subtitulada Somnis D'Hivern, en la seva última versió. Un altre concert va ser protagonitzat per l'estrena de la Tercera Simfonia de Rimski-Kórsakov en una versió revisada. Rimski-Kórsakov i Txaikovski van intercanviar correspondència abans de la visita i van passar molt de temps junts, també en companyia de Glazunov i Liàdov. Tot i que Txaikovski ja havia estat un hoste habitual a casa de Rimski-Kórsakov des de 1876, i es va oferir a organitzar el nomenament de Rimski-Kórsakov com a director del Conservatori de Moscou, aquest nou encontre va suposar el començament d'una relació més propera entre tots dos. «En qüestió de dos anys», escriu Rimski-Kórsakov, «les visites de Txaikovski es van tornar molt més freqüents».
Durant aquestes visites i sobretot en públic, Rimski-Kórsakov s'ocultava sota una màscara de cordialitat. En privat, la situació li semblava emocionalment complicada i li va confessar les seves pors i temors al seu amic, el crític musical moscovita Semion Krúglikov. Estava fresc en el record la tensió entre Txaikovski i Els Cinc sobre les diferències en les seves filosofies musicals; tensió tan acusada que Modest, el germà de Txaikovski, va comparar la seva relació en aquesta època com «la de dos Estats veïns i amics […] preparats amb cautela per trobar-se en terreny neutral, però guardant gelosament els seus interessos particulars». Rimski-Kórsakov observava, no sense evitar sentir-se irritat, com Txaikovski cada vegada era més i més popular entre els seus propis seguidors. Aquesta enveja personal es va tornar també a professional, atès que la música de Txaikovski guanyava popularitat entre els compositors del Cercle Beliàiev i era en conjunt més popular que la seva. Malgrat tot, quan Txaikovski va assistir a la festa del sant de Rimski-Kórsakov el maig de 1893, aquest li va preguntar a Txaikovski personalment si voldria dirigir quatre concerts de la Societat Musical Russa a Sant Petersburg durant la següent temporada. Després de pensar-s'ho detingudament, va acceptar. La seva mort sobtada el novembre de 1893 va evitar que complís el seu compromís completament, però, en la llista d'obres que havia pensat dirigir hi havia la Tercera Simfonia de Rimski-Kórsakov.

### Creixent conservadorisme; segona sequera creativa

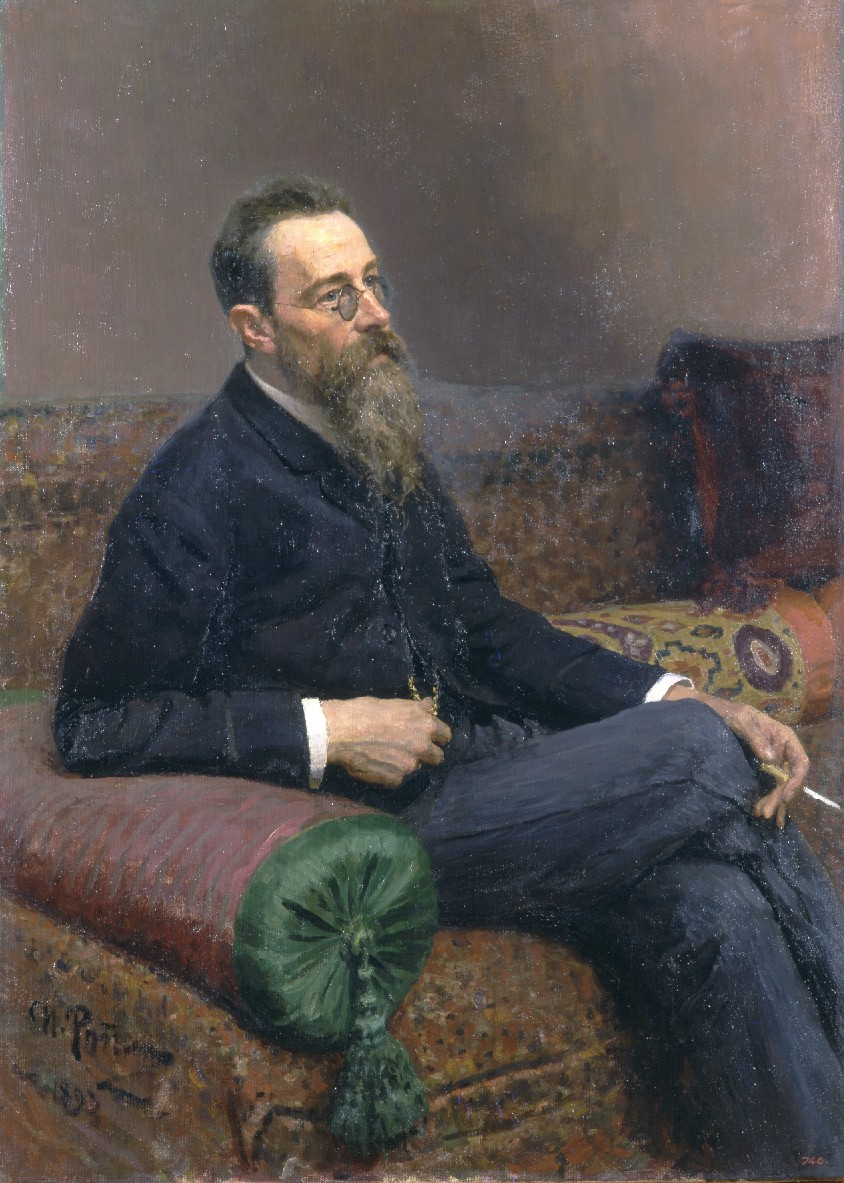
Rimski-Kórsakov by Repin

El març de 1889, el «teatre ambulant Richard Wagner» d'Angelo Neumann va arribar a Sant Petersburg, oferint quatre cicles de l'anell del Nibelung sota la direcció de Karl Muck. Els Cinc havien ignorat la música de Wagner, però aquesta obra va impressionar Rimski-Kórsakov, que va quedar sorprès amb el domini de Wagner de l'orquestració. Va assistir als assajos amb Glazunov i anava seguint la partitura. Després d'escoltar aquestes interpretacions, Rimski-Kórsakov es va dedicar pràcticament només a compondre òperes per la resta de la seva vida creativa. L'ús de la plantilla instrumental per part de Wagner va influir en la seva orquestració, començant amb l'arranjament que va fer de la polonesa de l'òpera Borís Godunov de Mússorgski per tal d'interpretar-la en concerts el 1889.
Rimski-Kórsakov mantenia la seva ment tancada pel que fa a música més aventurada que la de Wagner, especialment la de Richard Strauss, i més tard, la de Claude Debussy. Va arribar a mostrar-se enfadat durant dies quan va escoltar el pianista Félix Blumenfeld tocant Estampes de Debussy, i després va escriure al seu diari: «pobre i mesquí a més no poder; no hi ha tècnica, i molta menys imaginació». Això es devia a un creixent conservadorisme per part seva (la «consciència musical», tal com ell mateix ho va descriure), sota el qual ara examinava la seva música, així com la d'altres. Les composicions dels seus antics compatriotes en Els Cinc no eren immunes a això. El 1895, mentre es trobava treballant en la seva primera revisió de Borís Godunov de Mússorgski, va dir al seu copista Vassili Iàstrebtsev: «És increïble que alguna vegada m'hagués pogut agradar aquesta música i tot i així sembla que hi va haver un temps en què ho va fer». El 1901 escriuria estar creixentment «indignat amb tots els disbarats [de Wagner] per l'oïda», sobre la mateixa música que li havia cridat l'atenció el 1889.
El 1892 Rimski-Kórsakov va patir una segona sequera creativa, a causa d'episodis de depressió i símptomes físics alarmants. Li pujava la sang al cap, tenia pèrdues de memòria, confusions, i desagradables obsessions, que el van portar al diagnòstic mèdic de neurastènia. Les crisis en el cercle familiar de Rimski-Kórsakov podrien haver estat el factor desencadenant: les greus malalties de la seva dona i un dels seus fills a causa de la diftèria el 1890, la mort de la seva mare i del seu fill petit, així com el començament d'una llarga i finalment fatal malaltia del seu segon fill més jove. Va deixar els seus càrrecs tant en els Concerts Simfònics Russos com a la Capella de la Cort de Sant Petersburg i es va plantejar deixar de compondre per sempre. Després de realitzar la tercera versió del quadre musical Sadkó i l'òpera La Donzella de Pskov, va donar per tancat el seu compte musical amb el passat, ja que cap de les seves obres prèvies a La Nit de Maig conservava la seva edició original.
Una altra mort, la de Txaikovski, va ser la causa que el va portar de nou a compondre, ja que aquesta defunció es va presentar com una doble oportunitat: d'una banda, per compondre per als Teatres Imperials i, per una altra, per a compondre una òpera basada en la història curta de Nikolai Gógol titulada La nit de Nadal, obra en la qual Txaikovski també s'havia inspirat per compondre la seva òpera Vakula El Ferrer. L'èxit de l'òpera La nit de Nadal el va animar a completar una òpera cada 18 mesos de mitjana entre 1893 i 1908, amb un total d'onze al llarg d'aquest període. També va començar un altre esborrany sobre el seu tractat d'orquestració que finalment va abandonar, però va fer un tercer intent i el va deixar gairebé acabat en els seus últims quatre anys de vida (el completaria el seu gendre Maximilian Steinberg el 1912). El tractament científic i acadèmic de l'orquestració que fa Rimski-Kórsakov, il·lustrat amb més de 300 exemples de la seva pròpia obra, es va convertir en referència per als textos de la seva categoria.

### Revolució de 1905
El 1905, hi va haver manifestacions al Conservatori de Sant Petersburg com a part de la Revolució de 1905; aquestes, escriu Rimski-Kórsakov, van ser desencadenades per disturbis de la mateixa índole a la Universitat Estatal de Sant Petersburg, en la qual els estudiants sol·licitaven reformes polítiques i l'establiment d'una monarquia constitucional a Rússia. «Vaig ser elegit com a membre del comitè que havia de solucionar les diferències amb els agitats estudiants», recorda; però, tan aviat com el comitè es va haver format, «es van recomanar tota mena de mesures perquè els capitostos fossin expulsats, allotjar a la policia en el conservatori o tancar el conservatori sencer». Considerat a si mateix de sempre un liberal en el terreny polític, va escriure que sentia que algú havia de protegir el dret dels estudiants a manifestar-se, especialment quan les disputes i baralles amb les autoritats cada cop eren més violentes. En una missiva oberta, es va posar de costat dels estudiants en contra del que ell veia com una interferència sense cap justificació en la direcció del conservatori i la Societat Musical Russa. En una segona carta, aquest cop signada per tot el cos docent Rimski-Kórsakov inclosos, exigia la dimissió del director del conservatori. En part a causa de les conseqüències de les dues cartes, escriu, aproximadament 100 alumnes van ser expulsats i ell va ser destituït de la seva càtedra. Just abans que la dimissió fos efectiva, Rimski-Kórsakov va rebre una carta d'un dels membres de la directiva del centre, suggerint que prengués la direcció amb fins de calmar el descontentament estudiantil. «Probablement, el membre de la directiva que va enviar la carta representaria una opinió minoritària, però la va firmar de totes formes» escriu. «Vaig respondre amb una negativa». En part com a desafiament a la seva destitució, Rimski-Kórsakov va continuar donant classes a casa seva.
No gaire després de la destitució de Rimski-Kórsakov, una producció estudiantil de la seva òpera Kosxei, l'Immortal va provocar, en lloc del concert que estava programat, una manifestació política, cosa que va causar que la policia prohibís l'obra de Rimski-Kórsakov. A conseqüència, gràcies en part a la cobertura que va fer la premsa d'aquests esdeveniments, immediatament va sorgir per tota Rússia i l'estranger una onada d'indignació davant la prohibició; liberals i intel·lectuals inundaven la residència del compositor amb cartes de suport i simpatia, i fins i tot pagesos que mai havien sentit una sola nota de la música de Rimski-Kórsakov van enviar petites donacions monetàries. Diversos membres del professorat del Conservatori de Sant Petersburg van renunciar al seu càrrec en senyal de protesta, incloent-hi Glazunov i Liàdov. Al final, uns 300 estudiants van abandonar el conservatori en senyal de solidaritat amb Rimski-Kórsakov. Cap al desembre, Rimski-Kórsakov havia estat rehabilitat en el seu càrrec sota un nou director, Glazunov; però es va retirar el 1906. La controvèrsia política va continuar amb la seva òpera El gall d'or. La crítica implícita a la monarquia, a l'imperialisme rus i a la Guerra Russo-Japonesa donaven escasses possibilitats a passar la censura. L'estrena es va retardar fins al 1909, després de la mort del compositor, i fins i tot llavors es va interpretar en una versió adaptada.
L'abril del 1907, Rimski-Kórsakov va dirigir un parell de concerts a París, organitzats per l'empresari Serguei Diàguilev, on es posava en relleu la música de l'escola nacionalista russa. Aquests concerts van tenir un gran èxit a l'hora de popularitzar la música clàssica russa d'aquest gènere a Europa, particularment la de Rimski-Kórsakov. L'any següent, la seva òpera Sadkó va ser posada en escena a l'Òpera de París i La donzella de neu a l'Opéra-Comique. També va tenir l'oportunitat d'escoltar les últimes estrenes de compositors europeus; va xiular sense embuts en escoltar l'òpera de Richard Strauss Salomé i li va dir a Diàguilev després d'escoltar l'òpera Pelléas et Mélisande de Claude Debussy: «no em facis escoltar tots aquests horrors o acabaran agradant-me!». El fet d'escoltar aquestes obres li va permetre comprendre el seu lloc dins de la música clàssica. Va admetre ser «un kutxkista convençut» (en al·lusió al terme kutxka, grapat, una manera en rus de referir-se a Els Cinc) i que les seves obres pertanyien a una era les tendències musicals de la qual ja havien quedat enrere.

### Mort
Des del principi de 1890, Rimski-Kórsakov havia patit angina de pit. Aquest mal que al principi l'anava desgastant lentament es va accelerar a causa de l'estrès que li van ocasionar els successos que van tenir lloc a la Revolució de 1905 i les seves seqüeles, arribant, el desembre de 1907, a ser la malaltia de tal gravetat que ja no podia treballar. Va morir el 1908 a la seva casa de Liúbensk prop de Luga (avui dia, districte de Pliusski, óblast de Pskov), i va ser enterrat al Cementiri de Tikhvin al Monestir d'Alexandre Nevski de Sant Petersburg, a prop de les tombes de Borodín, Glinka, Mússorgski i Stàssov.